# Krasnopole (Białoruś)
Krasnopole (biał. Краснапольле, Krasnapolle) – osiedle typu miejskiego na Białorusi, w obwodzie mohylewskim, centrum administracyjne rejonu krasnopolskiego, 120 km od Mohylewa. 6,1 tys. mieszkańców (2010).

## Historia
Miasto królewskie położone było w końcu XVIII wieku w starostwie niegrodowym propojskim w powiecie rzeczyckim województwa mińskiego.
Podczas okupacji hitlerowskiej, we wrześniu 1941 roku Niemcy utworzyli getto dla żydowskich mieszkańców. Przebywało w nim około 400 osób. 25 października 1941 roku Niemcy zlikwidowali getto, a Żydów zamordowali. Sprawcami zbrodni byli policjanci z 322 batalionu policji.